# Werner Leimgruber
Werner Leimgruber (Basilea, 2 settembre 1934 – Basilea, 2 gennaio 2025) è stato un calciatore svizzero, di ruolo difensore.